# 37e cérémonie des Golden Horse Film Festival and Awards
La 37e cérémonie des Golden Horse Film Festival and Awards s'est déroulée le 2 décembre 2000 au Taoyuan Arts Center à Taoyuan, Taïwan. Organisé par le Taipei Golden Horse Film Festival Executive Committee, ces prix récompensent les meilleurs films en langue chinoise de 1999 et 2000,.

## Palmarès

### Meilleur film
- Tigre et Dragon de Ang Lee
  - In the Mood for Love de Wong Kar-wai
  - Shadow Magic de Ann Hu
  - The Mission de Johnnie To
  - The Cabbie de Chang Huakun et Chen Yi-wen
  - Little Cheung de Fruit Chan

### Meilleur réalisateur
- Johnnie To pour The Mission
  - Ann Hu pour Shadow Magic
  - Ang Lee pour Tigre et Dragon
  - Wong Kar-wai pour In the Mood for Love

### Meilleur acteur
- Francis Ng pour The Mission
  - Chu Chung-heng pour Pure Accident
  - Leslie Cheung pour Double Tap
  - Tony Leung Chiu-wai pour In the Mood for Love

### Meilleure actrice
- Maggie Cheung  pour In the Mood for Love
  - Zhang Ziyi pour Tigre et Dragon
  - Michelle Yeoh pour Tigre et Dragon
  - Sammi Cheng pour Needing You...

### Meilleur acteur dans un second rôle
- Tai Bo pour The Cabbie
  - Lam Suet pour The Mission
  - Hsia Ching-ting pour Hidden Whisper
  - Leon Dai pour Feeling by Night

### Meilleure actrice dans un second rôle
- Chao Mei-ling  pour Lament of the Sand River
  - Cheng Hsiu-ying pour The Cabbie
  - Hsiao Shu-shen pour Pure Accident
  - Teresa Mo pour And I Hate You So

### Meilleur nouvel interprète
- Huang Yao-ning pour Little Cheung
  - Yiu Yuet-ming pour Lament of the Sand River
  - Debbie Tam pour Spacked Out
  - Yen Mu-tsuen pour Bundled

### Meilleur scénario original
- Fruit Chan pour Little Cheung
  - Wong Kar-wai pour In the Mood for Love
  - Lawrence Ah Mon pour Spacked Out
  - Au Shiu Lin, Law Chi-leung et Sin Ling Yeung pour The Cabbie

### Meilleur scénario adapté
- Chen Chang-Lun, Ann Hu et Huang Dan pour Shadow Magic
  - Zhang Ziyi pour Tigre et Dragon
  - Chen Chang-lun, Liu Huai-zuo et Zuo Shi-chang pour Lament of the Sand River
  - Samson Chiu et Siu Kwun-hung pour When I Fall in Love... with Both

### Meilleure photographie
- Christopher Doyle et Mark Lee Ping-bin pour In the Mood for Love

### Meilleur montage
- Tim Squyres pour Tigre et Dragon

### Prix du public
- Shadow Magic